# Alois Arnegger
Alois Arnegger (* 9. März 1879 in Wien; † 11. August 1963 ebenda) war ein österreichischer Landschaftsmaler.

## Leben
Arnegger studierte in Wien an der Akademie der bildenden Künste bei Robert Russ und August Eisenmenger und wurde vor allem bekannt durch seine Tätigkeit als Landschaftsmaler.
Anfangs schuf er Abbildungen von österreichischen Landschaften wie den Alpen oder des Weinbauerortes Senftenberg, in dem er oft seine Sommerfrische verbrachte. Ebenso verweilte er in Hinterbrühl, wo auch vier seiner sechs Kinder zur Welt kamen: Gottfried (* 1908), Maria (* 1909), Auguste (* 1912), Ernest (* 1917).
Nach seinen Studienreisen nach Italien in den 1920ern lag sein Fokus vermehrt auf mediterranen Küstenlandschaften, unter anderem Ansichten von Neapel, Capri oder San Remo.
Arnegger versuchte wie einige andere Landschaftsmaler, die von der Industrialisierung und von Kriegen gebeutelte Gesellschaft etwas zu befriedigen, und ihre Sehnsucht nach heiler Welt und intakter Natur (z. B. „Alpenromantik“) wieder zu beleben, wodurch er auch am Ende Bekanntheit erlangen konnte.
Arnegger starb 1963 mit 84 Jahren in Wien. Auch einer seiner Söhne Gottfried Arnegger (1908–1943) war Maler.

## Werk
Von Alois Arnegger existieren hunderte Ölgemälde, die sich vorwiegend in Privatbesitz befinden. Vor allem seine Gebirgslandschaften tauchen regelmäßig bei Kunstauktionen (z. B. Dorotheum) auf, wo sie zu Preisen zwischen 2000 und 10000 Euro ausgerufen werden.

## Ausstellungen
Postum wurden einige Werke gezeigt in der Ausstellung
- 2010/11: Alpenromantik in der Landschaftsmalerei. Frey-Näpflin-Stiftung, Stans NW.